# Blissenbacher Hof
Der Blissenbacher Hof ist ein Hof und Wohnplatz in der Gemeinde Kürten im Rheinisch-Bergischen Kreis.

## Lage und Beschreibung
Der Ort liegt etwas außerhalb von Oberblissenbach im Westen der Gemeinde. Er gehört räumlich zu Oberblissenbach und bildet mit diesem Ort und Unterblissenbach gemeinsam Blissenbach.

## Geschichte
Der Blissenbacher Hof, auch Wüstenblissenbach genannt, gehörte seit 1532 zur Johanniterkommende Herrenstrunden. Die Topographia Ducatus Montani des Erich Philipp Ploennies aus dem Jahre 1715, Blatt Amt Porz, belegt, dass der Ort bereits 1715 bestand und als Blissenbach bezeichnet wurde. Aus der Charte des Herzogthums Berg 1789 von Carl Friedrich von Wiebeking geht hervor, dass der Blissenbacher Hof zu dieser Zeit Teil einer in der Honschaft Dürscheid liegenden Exklave der Honschaft Sand im Kirchspiel Sand war – im Gegensatz zu Unter- und Oberblissenbach, die Teil der Honschaft Dürscheid waren. Wiebeking benennt den Ort als Blessenbach. 1803 wurden die Güter der Kommende und damit auch der Blissenbacher Hof säkularisiert.
Der Ort ist auf der Preußischen Uraufnahme von 1840 als Blissenbacher Hof verzeichnet.
Unter der französischen Verwaltung zwischen 1806 und 1813 wurde das Amt Porz aufgelöst und das Kirchspiel Sand, zu dem auch der Blissenbacher Hof gehörte, wurde politisch der Mairie Gladbach im Arrondissement Mülheim am Rhein zugeordnet. 1816 wandelten die Preußen die Mairie zur Bürgermeisterei Gladbach im Kreis Mülheim am Rhein.
1822 lebten sieben Menschen im als Domänengut kategorisierten und (Ober-)Blissenbach bezeichneten Ort. 1830 hatte der Ort 17 Einwohner und wurde mit Ober-Blissenbach bezeichnet. 1830 verkaufte Preußen das Gut mit 84 Morgen und 59 Ruthen an Adolph Felder aus Volbach. Das Gut blieb bis 1981 in Familienbesitz.
Der 1845 laut der Uebersicht des Regierungs-Bezirks Cöln als Ackergut kategorisierte Ort besaß zu dieser Zeit ein Wohnhaus. Zu dieser Zeit lebten sechs Einwohner im Ober-Blissenbacher Hof genannten Ort, davon alle katholischen Bekenntnisses. 1859 wurde der Ort der Pfarre Dürscheid und auch der Bürgermeisterei Bensberg zugeordnet.
1927 wurden die Bürgermeisterei Bensberg in das Amt Bensberg überführt. In der Weimarer Republik wurden 1929 die Ämter Kürten mit den Gemeinden Kürten und Bechen und Olpe mit den Gemeinden Olpe und Wipperfeld zum Amt Kürten zusammengelegt. Der Kreis Mülheim ging am 1. Oktober 1932 in den Rheinisch-Bergischen Kreis mit Sitz in Bergisch Gladbach auf.
1975 entstand aufgrund des Köln-Gesetzes die heutige Gemeinde Kürten, zu der neben den Ämtern Kürten, Bechen und Olpe ein Teilgebiet der Stadt Bensberg mit Dürscheid und damit auch der Blissenbacher Hof kam.